# Plagiolepis pygmaea
Espèce
Plagiolepis pygmaea est une espèce de petite fourmi européenne, faisant partie de la sous-famille des Formicinae. 
C'est la plus petite espèce du continent, avec 1 à 2 mm pour les ouvrières et 2 à 4 mm pour les gynes. C'est une espèce polygyne, c'est-à-dire que plusieurs reines peuvent cohabiter au sein du même nid.
Espèce remarquable pour sa physogastrie magnifique, en effet lors d'un repas le gastre ou abdomen se gonfle jusqu'à désolidariser les plaques de chitine de cette partie de leur corps.

## Source
Grey, forum akolab, avec son autorisation[source insuffisante]